# William Hootkins

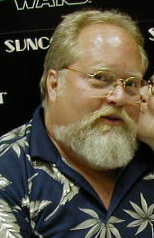
William Hootkins (2002)

William Michael Hootkins (* 5. Juli 1948 in Dallas, Texas; † 23. Oktober 2005 in Pacific Palisades, Santa Monica) war ein US-amerikanischer Schauspieler.

## Biografie
Hootkins studierte Russisch an seiner Schule in Dallas, wo er auch sein Interesse für das Theater entdeckte und derselben Dramagruppe beitrat, in welcher auch Tommy Lee Jones Mitglied war. Später studierte er an der Princeton University, wo er fließend Hochchinesisch lernte und wiederum Mitglied der Theatergruppe war. Anfang der 1970er zog er nach London und absolvierte dort an der London Academy of Music and Dramatic Art eine Schauspielausbildung.
In England begann er zunächst als Theaterschauspieler zu arbeiten und konnte mit der Rolle des Alfred Hitchcock in dem Bühnenstück Hitchcock Blonce im Royal Court Theatre seinen Bekanntheitsgrad erhöhen. Folgend wurde er auch als Filmschauspieler aktiv und spielte 1977 den übergewichtigen Piloten Jek Porkins (Red Six) im Science-Fiction-Film Krieg der Sterne. In den Folgejahren spielte er in mehreren Großproduktionen, u. a. in Jäger des verlorenen Schatzes, Superman IV und als Gauner Lieutenant Max Eckhardt in Batman (1989). Zudem war er auch ein aktiver Synchronsprecher und lieh seine Stimme einer ganzen Reihe von Charakteren in Radioshows, Hörbüchern und Videospielen.
William Hootkins starb im Alter von 57 Jahren in Santa Monica an Bauchspeicheldrüsenkrebs.

## Filmografie (Auswahl)
- 1977: Van der Valk (Fernsehserie, 1 Folge)
- 1977: Krieg der Sterne (Star Wars)
- 1980: Flash Gordon
- 1980, 1981: Die unglaublichen Geschichten von Roald Dahl (Tales of the Unexpected, Fernsehserie, 2 Folgen)
- 1981: Der Fluch der Sphinx (Sphinx)
- 1981: Jäger des verlorenen Schatzes (Raiders of the Lost Ark)
- 1981: Bret Maverick (Fernsehserie, Folge Ein Pferd vom Präsidenten)
- 1983: Cagney & Lacey (Fernsehserie, 1 Folge)
- 1983: Remington Steele (Fernsehserie, 1 Folge)
- 1983: Detektei Blunt (Agatha Christie’s Partners in Crime, Fernsehserie, 1 Folge)
- 1983, 1991: Jim Bergerac ermittelt (Bergerac, Fernsehserie, 2 Folgen)
- 1985: Wasser – Der Film (Water)
- 1986: Der Biggels-Effekt (Biggles: Adventures in Time)
- 1989: Batman
- 1990: M.A.R.K. 13 – Hardware (Hardware)
- 1990: Agatha Christie’s Poirot (Fernsehserie, 1 Folge)
- 1991: Hear My Song
- 1991: Prinzessin Aline und die Groblins (The Princess and the Goblin)
- 1995: Death Machine
- 1995: Funny Bones – Tödliche Scherze (Funny Bones)
- 1996: DNA – Die Insel des Dr. Moreau (The Island of Dr. Moreau)
- 2000: Der Mann der 1000 Wunder (The Miracle Maker – The Story of Jesus)
- 2004: Blessed – Kinder des Teufels (Blessed)